# 808s & Heartbreak
808s & Heartbreak ist das vierte Studioalbum von Kanye West. Es erschien am 21. November 2008 in Deutschland, Österreich und der Schweiz.

## Hintergründe
Die erste Single, Love Lockdown, erschien in den USA am 18. September und in Deutschland am 14. November. Vorgestellt wurde der Song bei den MTV Video Music Awards 2008. Wie auch die Band Radiohead stellte West die Einzelspuren des Songs zum Download ins Internet, so können Remix-Versionen erstellt werden. Als zweite Single erschien am 4. November in den USA Heartless.
Das Album wurde über drei Wochen in Hawaii aufgenommen und unter anderem von Mike Dean produziert. Vorgestellt wurde 808s & Heartbreak am 14. Oktober in einer Kunstgalerie in Los Angeles. Vor der Veröffentlichung stellte West immer wieder Versionen von Songs wie Love Lockdown, Heartless und Amazing in seinem Blog vor und veröffentlichte Coldest Winter beim Radiosender Power 106, musste jedoch „aufgebracht“ feststellen, dass Robocop und Anyway in Arbeitsversionen im Internet auftauchten.
Der Großteil des Albums ist mit Hilfe automatischer Tonhöhenkorrektur bearbeitet. Außerdem bezeichnet West selbst 808s & Heartbreak als Pop-Album. Auffallend ist auch, dass jeder Song die Roland TR-808 verwendet. Laut West ist der Name des Albums jedoch nicht durch die Drum-Machine zustande gekommen: „Als ich auf Hawaii aufnahm, musste ich mein Hotel anrufen und die Vorwahl lautete 808“.
Das Lied Coldest Winter widmete West seiner verstorbenen Mutter, Donda West. Allgemein verarbeitet er viele seiner Gefühle in Songs und behauptet selbst, sein Schmerz sei das Vergnügen des Hörers.
Seit längerem herrscht unter vielen Anhängern Wests die Diskussion, das Lied Alles Neu des Berliner Sängers Peter Fox hätte West zu seiner ersten Single Love Lockdown inspiriert. Anzeichen hierfür sind die ähnlichen Musikvideos, der markante Gesangsstil und die in beiden Liedern ähnlich eingesetzten Drums. Außerdem veröffentlichte West vor einigen Monaten ebendieses Video in einem Blog auf seiner Myspace-Seite und bezeichnete das Lied als „dope“, ein englischer Slangausdruck für „klasse“.

## Tournee
Vom 16. April 2008 bis zum 7. Dezember 2008 fand die Glow In The Dark-Tour von Kanye West statt. Mit ihm traten unter anderem Lupe Fiasco, Rihanna, N.E.R.D und Nas auf. Neben der Standardbesetzung war bei einigen Konzerten auch Girls Aloud, Gnarls Barkley, Jay-Z und Chris Brown zu sehen. Von den Auftritten weltweit spielten 34 in Nordamerika, 15 in Europa, drei in Australien und je zwei in Mexiko, Brasilien, Asien und Neuseeland. In Deutschland war die Tour in Oberhausen und Hamburg zu sehen.

## Titelliste
Alle Lieder wurden von Kanye West produziert.
1. Say You Will – 6:17
2. Welcome to Heartbreak (feat. Kid Cudi) – 4:22
  - Co-Produziert von Jeff Bhasker und Plain Pat
3. Heartless – 3:31
  - Co-Produziert von No I.D.
4. Amazing (feat. Young Jeezy) – 3:58
  - Co-Produziert von Jeff Bhasker
5. Love Lockdown – 4:30
  - Co-Produziert von Jeff Bhasker
6. Paranoid (feat. Mr Hudson) – 4:37
  - Co-Produziert von Jeff Bhasker und Plain Pat
7. RoboCop – 4:34
8. Street Lights – 3:09
  - Co-Produziert von Mr Hudson
9. Bad News – 3:58
10. See You In My Nightmares (feat. Lil Wayne) – 4:18
  - Co-Produziert von No I.D.
11. Coldest Winter – 2:44
  - Co-Produziert von No I.D. und Jeff Bhasker
12. Pinocchio Story (Freestyle Live from Singapore) – 6:01

## Rezeption

### Erfolg
Die erste Singleauskopplung von 808s & Heartbreak, Love Lockdown, schaffte es innerhalb einer Woche auf Platz 3 der US-Charts und innerhalb weniger Stunden auf Platz 1 der US-amerikanischen iTunes-Charts. Außerdem stellte er einen neuen Rekord auf: Innerhalb von vier Tagen mehr als 215.000 verkaufte Downloads. Als zweite Single erschien Heartless und markierte Wests zweiten Top-5-Hit in den US-Charts in Folge. In den USA wurde der Song platinzertifiziert. In den deutschen Charts kam Heartless auf Platz 37.

### Kritiken
Kurz nach Veröffentlichung tat sich das Album schwer, einheitliche Reaktionen zu sammeln. Die neuartige Produktionsweise überraschte Kritiker und Fans gleichermaßen. Im britischen Guardian wurde vor allem die Eintönigkeit des Albums bemängelt und gehofft, dass Kanye West für sein nächstes Album nicht allzu viel Gefallen an dieser finde. Alles in allem erhielt die Platte vier von fünf möglichen Sternen.
Andreas Borcholte von Spiegel Online bezeichnete 808s & Heartbreak als „viel schnulzig-sentimentales Herzeleid und öden Retro-Murks“. Kanye West bleibe dennoch „einer der wichtigsten und kreativsten Musiker, die es zurzeit gibt“.
Jahre später scheint der Einfluss des Albums auf die Pop- und Hip-Hop-Kultur allerdings unumstritten. Das US-amerikanische Magazin Rolling Stone nahm es 2014 in die Liste der „40 bahnbrechendsten Alben aller Zeiten“ auf. Der Rapper Drake, der später selbst mit mehreren Alben auf Platz eins der amerikanischen Charts landete, nannte 2009 Kanye West „die einflussreichste Person“ für seinen eigenen Sound. Sänger The Weeknd nennt 808s & Heartbreak eines der „wichtigsten Kunstwerke“ seiner Generation.
Für Hiphop.de schreibt Aria Nejati, ohne dieses Album hätte es „Tastemaker und Kritikerlieblinge wie Drake, A$AP Rocky, The Weeknd, Frank Ocean, Future, Travi$ Scott und Young Thug Jahre später nie gegeben“. Für ihn ist 808s & Heartbreak „der Türöffner für eine ganze Generation an Pop- und Rapstars, die mutig genug sind, von traditionellen Thematiken, Texturen, Stimmlagen, Betonungen, Melodien und Arrangements Abschied zu nehmen“. Hiermit habe Kanye West sich „als wichtigster Musiker des bisherigen Milleniums“ zementiert. Es sei das Album, das „seit der Jahrtausendwende die meisten erfolgreichen, innovativen und qualitativen Musiker maßgeblich geformt“ habe.

## Kommerzieller Erfolg

### Chartplatzierungen
Album
| ChartsChartplatzierungen       | Höchstplatzierung | Wochen |
| ------------------------------ | ----------------- | ------ |
| Deutschland (GfK)              | 30 (14 Wo.)       | 14     |
| Österreich (Ö3)                | 50 (2 Wo.)        | 2      |
| Schweiz (IFPI)                 | 13 (14 Wo.)       | 14     |
| Vereinigte Staaten (Billboard) | 1 (39 Wo.)        | 39     |
| Vereinigtes Königreich (OCC)   | 11 (29 Wo.)       | 29     |

| ChartsJahrescharts (2009)      | Platzierung |
| ------------------------------ | ----------- |
| Vereinigte Staaten (Billboard) | 7           |

Singles

| Jahr | Titel                    | Höchstplatzierung, Gesamtwochen, AuszeichnungChartplatzierungen (Jahr, Titel, , Platzierungen, Wochen, Auszeichnungen, Anmerkungen) | Höchstplatzierung, Gesamtwochen, AuszeichnungChartplatzierungen (Jahr, Titel, , Platzierungen, Wochen, Auszeichnungen, Anmerkungen) | Höchstplatzierung, Gesamtwochen, AuszeichnungChartplatzierungen (Jahr, Titel, , Platzierungen, Wochen, Auszeichnungen, Anmerkungen) | Höchstplatzierung, Gesamtwochen, AuszeichnungChartplatzierungen (Jahr, Titel, , Platzierungen, Wochen, Auszeichnungen, Anmerkungen) | Höchstplatzierung, Gesamtwochen, AuszeichnungChartplatzierungen (Jahr, Titel, , Platzierungen, Wochen, Auszeichnungen, Anmerkungen) | Höchstplatzierung, Gesamtwochen, AuszeichnungChartplatzierungen (Jahr, Titel, , Platzierungen, Wochen, Auszeichnungen, Anmerkungen) | Anmerkungen                                                                   |
| Jahr | Titel                    | DE | AT | CH | UK | US | R&B | Anmerkungen                                                                   |
| --- | ------------------------ | --- | --- | --- | --- | --- | --- | ----------------------------------------------------------------------------- |
| 2008 | Love Lockdown            | DE8 (17 Wo.)DE | AT18 (18 Wo.)AT | CH18 (26 Wo.)CH | UK8 (26 Wo.)UK | US3 (23 Wo.)US | R&B26 (19 Wo.)R&B | Erstveröffentlichung: 18. September 2008 Verkäufe: + 3.457.500                |
| 2008 | Heartless                | DE37 (9 Wo.)DE | AT57 (3 Wo.)AT | CH46 (11 Wo.)CH | UK10 (20 Wo.)UK | US2 (30 Wo.)US | R&B4 (27 Wo.)R&B | Erstveröffentlichung: 4. November 2008 Verkäufe: + 6.472.500                  |
| 2009 | Amazing                  | — | — | — | — | US81 (5 Wo.)US | R&B65 (7 Wo.)R&B | Erstveröffentlichung: 10. März 2009 feat. Young Jeezy; Verkäufe: + 1.000.0000 |
| Folgende Lieder erschienen nicht als Single, wurden aber durch das Album zum Download und Streaming bereitgestellt und konnten somit eine Platzierung erlangen: |                          | | | | | | |                                                                               |
| |                          | | | | | | |                                                                               |
| 2009 | See You in My Nightmares | — | — | — | — | US21 (4 Wo.)US | — | feat. Lil Wayne                                                               |

### Auszeichnungen für Musikverkäufe
| Land/Region                  | Auszeichnungen für Musikverkäufe (Land/Region, Auszeichnung, Verkäufe) | Verkäufe  |
| ---------------------------- | ---------------------------------------------------------------------- | --------- |
| Australien (ARIA)            | Gold                                                                   | 35.000    |
| Dänemark (IFPI)              | Platin                                                                 | 20.000    |
| Irland (IRMA)                | Platin                                                                 | 15.000    |
| Kanada (MC)                  | Platin                                                                 | 80.000    |
| Neuseeland (RMNZ)            | 2× Platin                                                              | 30.000    |
| Vereinigte Staaten (RIAA)    | 3× Platin                                                              | 3.000.000 |
| Vereinigtes Königreich (BPI) | Platin                                                                 | 300.000   |
| Insgesamt                    | 1× Gold · 9× Platin ·                                                  | 3.480.000 |

Hauptartikel: Kanye West/Auszeichnungen für Musikverkäufe